# ابن ماجه
ابوعبدالله محمد بن یزید ماجهٔ قزوینی ربعی (۲۰۷ یا ۲۰۹–۲۷۳ یا ۲۷۵ هجری قمری) معروف به  امام ابن ماجه، از حدیث‌دانان برجسته اهل سنت ایرانی و نویسندهٔ کتاب سنن ابن ماجه، یکی از صحاح سته است.
وی کتابی هم دربارهٔ پیشینه شهر قزوین نوشت که از میان رفته است.
محمد ابن ماجه برای دانش‌آموزی به شهرها و سرزمین‌های گوناگون ازجمله حجاز، شام، کوفه، دمشق، و مصر سفر کرد.
در «الوافی بالوفیات» آمده که «ماجه» لقب پدر محمد بن یزید قزوینی است اما زبیدی در کتاب خود به نام «تاج‌العروس» ذکر کرده که ماجه نام مادر محمد بن یزید قزوینی بوده است. «ربعی» در نام او منسوب به قبیله ربیعه است.
وی در سال ۲۷۳ یا ۲۷۵ هجری قمری در روزگار خلیفه «معتمد علی‌الله عباسی» روز دوشنبه در سن ۶۴ سالگی در قزوین درگذشت و روز سه‌شنبه، هشت روز مانده به رمضان، به خاک سپرده شد.
در جلد چهارم دائرةالمعارف بزرگ اسلامی آمده است: «ابن‌ماجه در قزوین درگذشت و در رثای او شاعران مرثیه‌ها سرودند. آرامگاه او در قزوین تا مدت‌ها شناخته شده بود».
علی بن ابراهیم قطان، ابوطیب بن روح بغدادی، محمد بن عیسی ابهری و سلیمان بن یزید قزوینی، از شاگردان ابن ماجه بوده‌اند.

## آثار
ذهبی این آثار را از ابن ماجه برشمرده است:
- کتاب سنن، مشتمل بر حدود ۴۰۰۰۰ حدیث در ۱۵۰ فصل.
- کتاب تفسیر قرآن
- کتاب تاریخ، دربارهٔ قزوین

برجسته‌ترین اثر او کتاب سنن است که در زمینه گفتارهای فقهی (طهارت تا دیات) در دو جلد نگاشته و در میان صحاح سته اهل سنت به عنوان واپسین کتاب از نظر اعتبار شناخته شده است. البته بیشتر مؤلفان مالکی به جای سنن ابن ماجه، موطأ مالک را به عنوان کتاب معتبر در میان صحاح سته می‌شناسند. گذشته از طرفداران مذهب مالکی، شماری از صاحب نظران؛ هم‌چون ابن اثیر جزری، موطأ مالک را بر سنن ابن ماجه ترجیح داده و برخی دیگر سنن دارمی را از سنن ابن ماجه برتر می‌دانند.

## شرح‌ها و تعلیقات
از جمله شرح‌ها و تعلیقاتی که بر آثار ابن ماجه نوشته شده می‌توان کتاب‌های زیر را نام برد:
۱ـ شرح سنن ابن‌ماجة، اثر حافظ علاءالدین المغلطائی الحنفی، درگذشته ۷۶۲ هـ..
۲ـ شرح سنن ابن‌ماجة، اثر علامه ابن‌رجب زبیدی.
۳ـ ما تمس إلیه الحاجة علی سنن ابن‌ماجه، اثر شیخ سراج عمر بن علی الملقن، درگذشته ۸۰۴.
۴ـ الدیباجه شرح سنن ابن‌ماجه، اثر شیخ کمال محمد بن موسی دمیری، درگذشته ۸۰۸.
۵ـ شرح سنن ابن‌ماجه، اثر حافظ برهان ابراهیم بن محمد معروف به سبط ابن‌العجمی درگذشته ۸۴۱.
۶ـ مصباح‌الزجاجة، اثر علامه سیوطی، متوفای ۹۱۱.
۷ـ شرح سنن ابن‌ماجة، اثر شیخ ابوالحسن‌محمدبن‌عبدالهادی سندی حنفی، درگذشته ۱۱۳۸ هـ.
۸ـ إنجاح الحاجة بشرح سنن ابن‌ماجه، اثر شیخ عبدالغنی مجددی دهلوی حنفی، درگذشته ۱۲۹۵ هـ..
۹ـ حاشیه بر سنن ابن‌ماجه، اثر مولانا فخرالحسن گنگوهی.
۱۰ـ مفتاح الحاجة حاشیه شیخ محمد علوی.